# 111. xp brigada Žepče
111. xp brigada Žepče bila je postrojba Hrvatskog vijeća obrane tijekom rata u BiH. U početku je to bila 111. pješačka brigada a, poslije 111. domobranska pukovnija. Zahvaljujući nadljudskim naporima brigade, ona je jedna od najzaslužnijih za opstanak Hrvata Srednje Bosne. Brigada je bila pod nadležnošću ZP Vitez.  Na čelu ove brigade bio je zapovjednik general Ivo Lozančić.

## Ustroj
Brigada je u svom sastavu imala: 
Bojne:
- Bojna - Marko Pranjić (Zavidovići)
- 1. Bojna
- 2. Bojna
- 3. Bojna - Vladimir Miličević
- 4. Bojna - Sv. Ilija Gromovnik

Topništvo:
- Topništvo 111. xp brigade

Protuzračnu obranu:
- PZO 111. xp brigade Kruno Stipić

Sanitetsku službu:
- Sanitetska služba 111. xp brigade

Protudiverzantske vodove:
- PDV Uskoci
- PDV Cobra
- PDV Mrki
- PDV Albančevi Anđeli

Logističku, inžinjersku i satniju veze, protuoklopnu bitnicu i izviđački vod.

## Počasti
Godine 2009. u organizacije Udruge obitelji poginulih i nestalih hrvatskih branitelja Općine Žepče, u zgradi Orlovik koja se nalazi iza Policijske Uprave Žepče, otvorena je Spomen soba 111. xp brigade. U Spomen sobi su fotografije poginulih pripadnika 111. xp brigade s datumom rođenja i smrti. Izloženi su i primjerci Glasnika, mjesečnika koji je izlazio od 1992. do 1995. godine.